# 新宿出入口

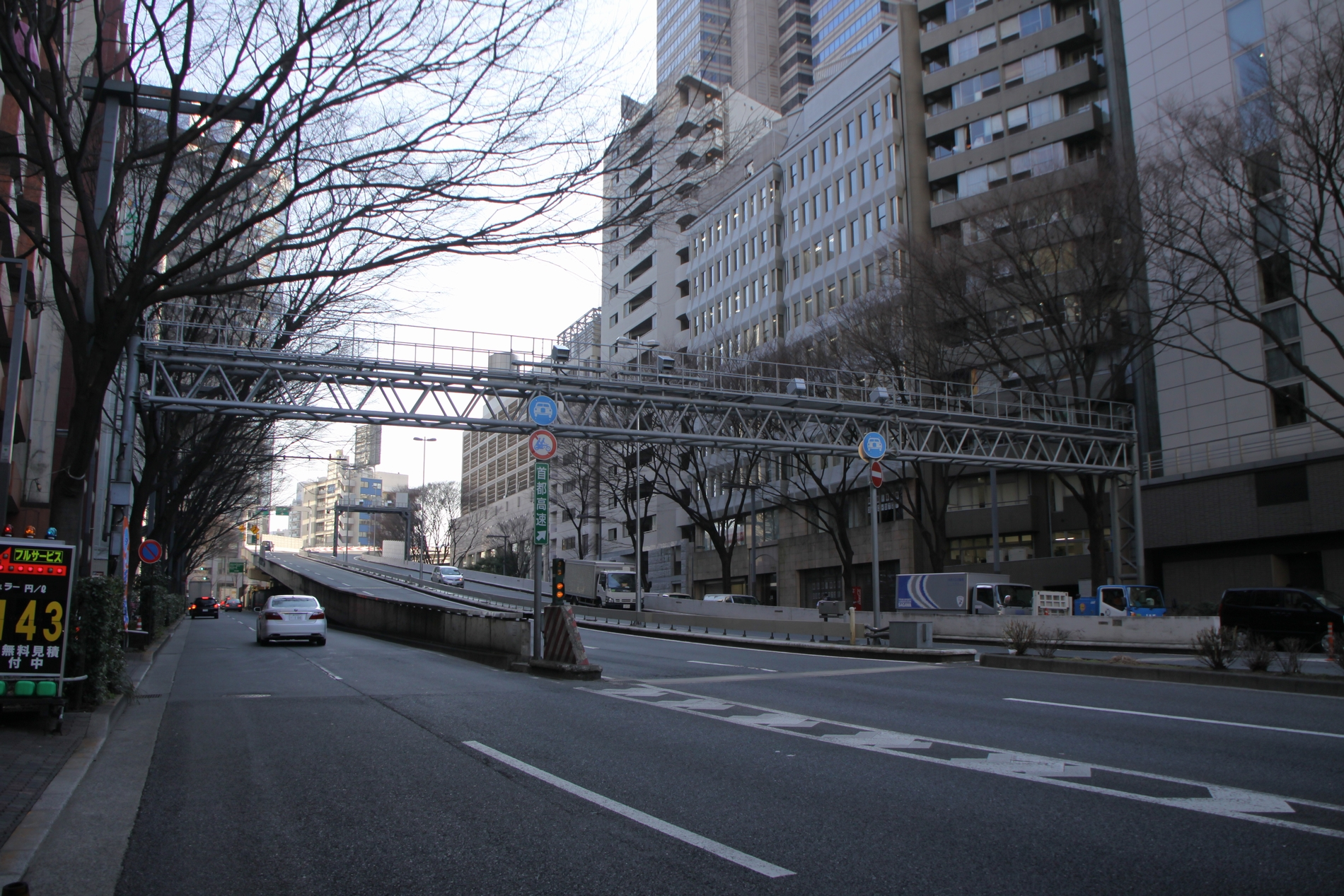
新宿出入口

新宿出入口（しんじゅくでいりぐち）は、東京都新宿区西新宿、新宿副都心にある首都高速4号新宿線の出入口である。
上り方向（三宅坂JCT方面）の出入口及び下り方向（高井戸出入口方面）からの出口が設置されているスリークォーターインターチェンジであり、新宿副都心（高層ビル街区）を横断して甲州街道と青梅街道（東京都道4号東京所沢線、東京都道5号新宿青梅線）を結ぶ公園通り（東京都道新宿副都心十二号線）に接続している。本インター料金所の南側約600mの地点には、三宅坂JCTに向かって南から東へ90度左折する通称参宮橋カーブがあり、最高速度が50km/hに制限される。
開設当初は三宅坂JCT方面の出入口のみであったが、1994年高井戸出入口方面からの出口が増設された。
当入口から入った車両は4号新宿線の上り走行車線（左車線）に合流するが、どちらも直角近い急カーブ（新宿出入口からは左カーブ、本線上では右カーブ）ののち極めて短い加速車線で合流する。
2022年（令和4年）4月1日以降、入口はETC専用となっている。
当出入口を境に三宅坂JCT方面はオートバイの二人乗りが禁止されている。

## 歴史
- 1964年（昭和39年）8月2日 三宅坂JCT - 初台出入口間開通に伴い開設。
- 1994年 高井戸方面からの出口が追加される。
- 2022年（令和4年）4月1日 - 入口がETC専用となる[2]。

## ギャラリー

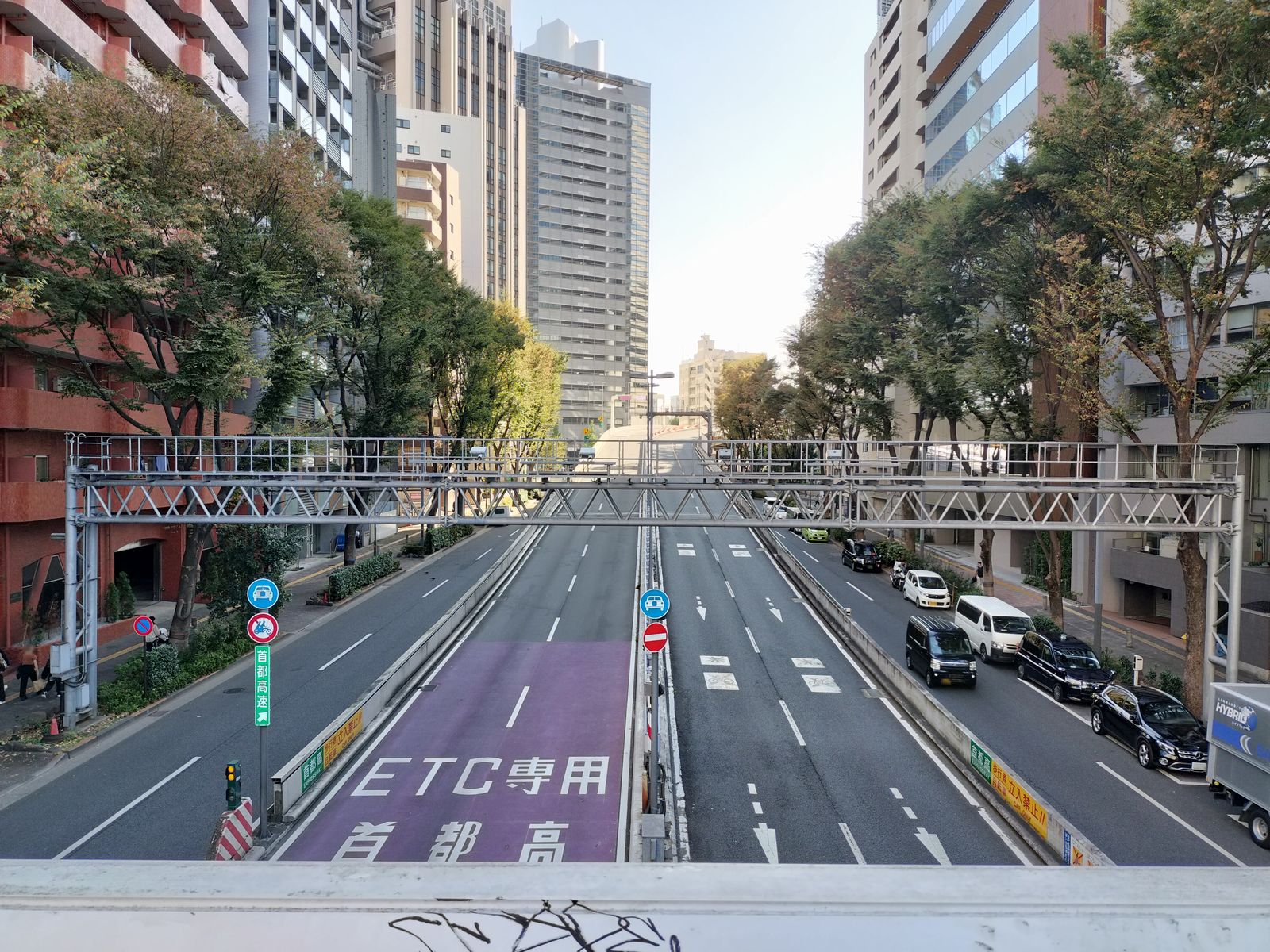
角筈橋から見た新宿出入口への道路（2023年）